# Mario Soffici

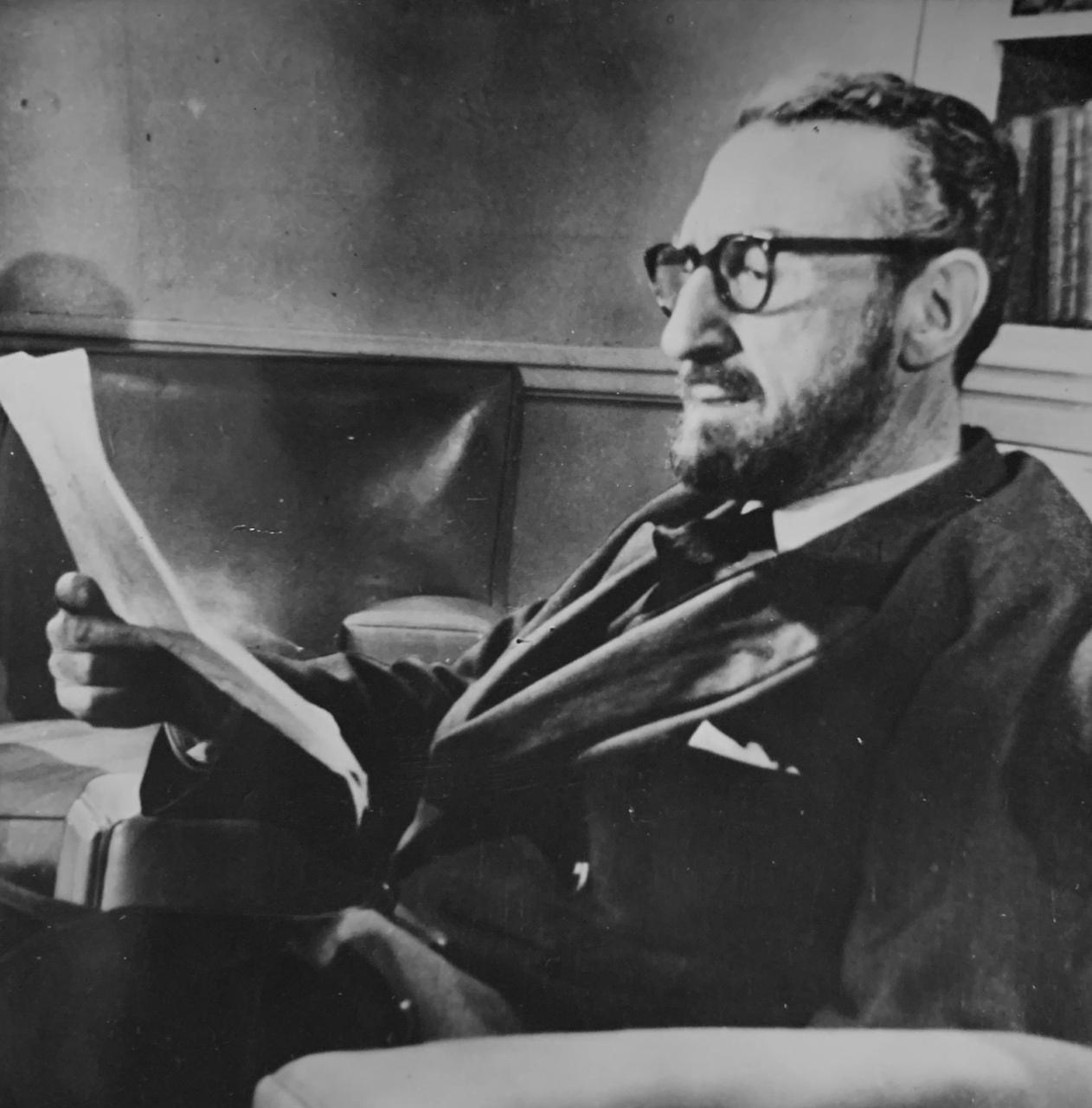
Mario Soffici (1964)

Mario Soffici (Florència, 14 de maig de 1900 - Buenos Aires, 10 de maig de 1977) va ser un director, actor i guionista de cinema italià establert a l'Argentina. Va ser un dels fundadors de l'entitat Directores Argentinos Cinematográficos el 1958.

## Biografia
Nascut a Florència el 1900, va arribar a l'Argentina als nou anys. Va estudiar per tècnic electrònic, però als 28 anys ja era un actor consagrat de teatre clàssic, i en una gira per Barcelona va conèixer al director José Ferreyra; els dos van quedar fascinats amb el cinema sonor i van conversar sobre el projecte de filmar a Buenos Aires, una vegada que coneguessin la tècnica. Va estudiar cinema des del punt de vista tècnic, segons narrava: anava a veure com es filmava i després veia els negatius revelats i analitzava críticament els resultats, intentant descobrir les lleis de la cinètica.
El que li interessava investigar és la connexió entre la imatge projectada i la capacitat de l'ull per a veure, ja que ell sí que tenia experiència en l'art de narrar. Altres directors de l'època s'acontentaven amb filmar el que passés, mentre que Soffici va ser un maniàtic a investigar totes les possibilitats d'insinuar que tenia la cambra. A diferència de Romero, té per a filmar una minúcia obsessiva.
Va filmar 40 pel·lícules i va treballar com a actor i com a supervisor en algunes pel·lícules d’ Argentina Sono Film. El seu debut en llargmetratges és Alma de bandoneón (1934). va filmar, dins d'aquest gènere Puerto Nuevo (1935), La cabalgata del circo (1944) i Pasó en mi barrio (1951) ii, dins de les pel·lícules de “dives”, primers plans famosos amb les cares de Zully Moreno (Celos, La gata, La dama del mar) i d'Amelia Bence a El pecado de Julia.
Per als projectes propis, Soffici tindrà en compte llibres dels seus amics escriptors. La cerca d'aquesta etapa va culminar en la producció més important de la dècada del 30: Prisioneros de la tierra (1939), "oberta denúncia de l'explotació inhumana en els yerbatales, a la qual s'incorpora la naturalesa com un protagonista més del drama” diu l'estudiós Octavio Getino, en el seu llibre Cine Argentino, entre lo posible y lo deseable. Prisioneros de la tierra és la pel·lícula que ho consagra com a director de cinema “social”..

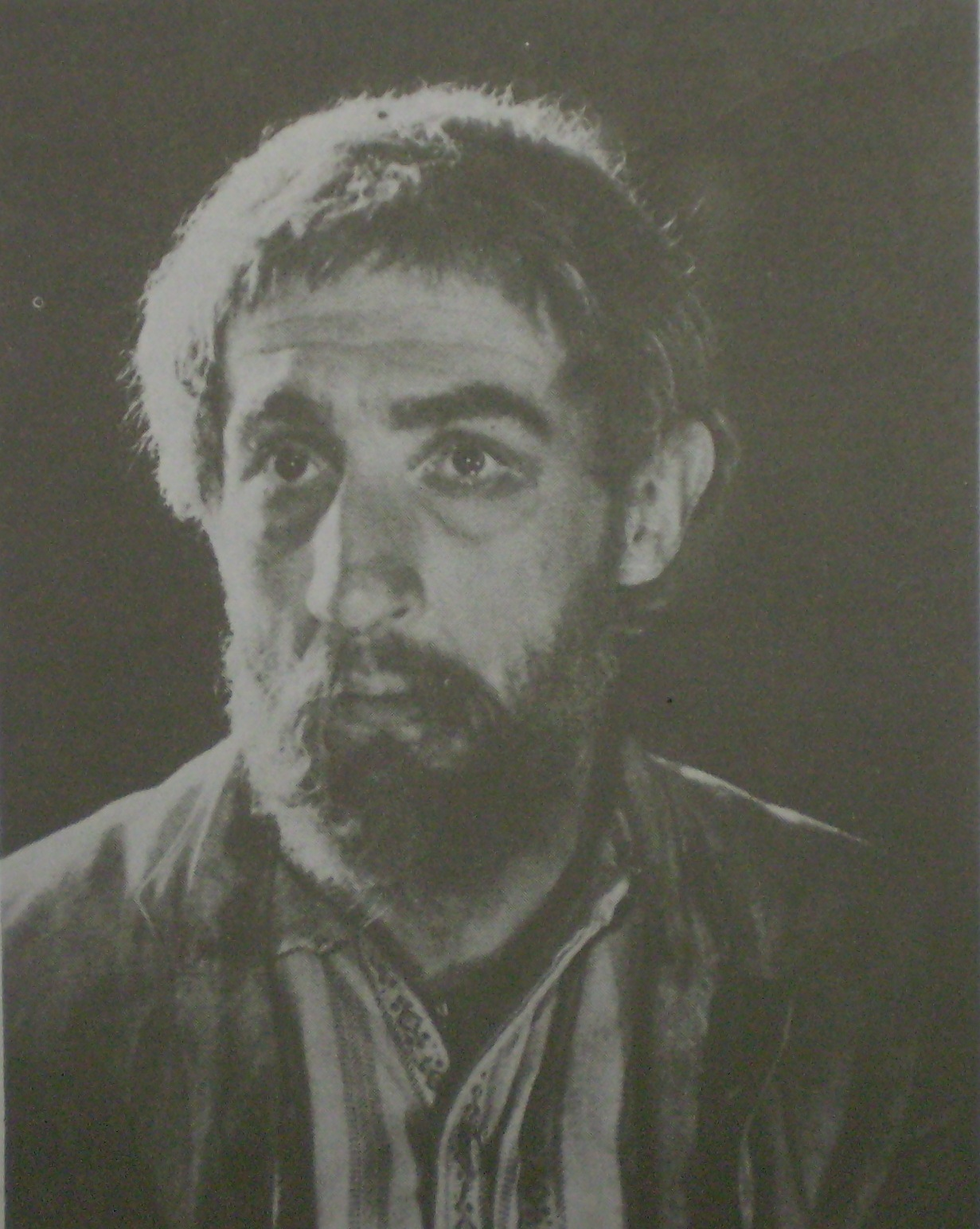
Interpretant "El linyera" 1933.

Soffici va ser la figura principal de la dècada del 30: provenia del teatre i s'havia acostat al seu col·lega, el "Negro" Ferreyra, per a conèixer el maneig cinematogràfic. Soffici posseïa, no obstant això, alguna cosa més que rigor cinematogràfic: el guiava la voluntat d'indagar en els temes nacionals amb gran respecte cap als valors culturals, evitant fàcils esquematismes. Aquest afany apareix ja a Viento norte (1937), drama rural sobre els conflictes socials i humans del peó de camp.
Ho va continuar a Kilómetro 111 (1938), en el qual va abordar l'explotació que exercien els intermediaris acopiadores sobre els agricultors, en el marc imperial del maneig dels ferrocarrils nacionals. Esment especial mereix El camino de las llamas (1941). Filmada a Mendoza, i va donar l'oportunitat de recórrer tota la província, furgar per tota la serralada i trobar en Tupungato el millor lloc per a fer l'encreuament dels animals. Aquesta va ser una característica de la seva filmografia: estimava el “interior”, l'aire lliure, la naturalesa.
Quan li van preguntar a Soffici la raó de l'acumulació en la seva filmografia d'obres febles entre 1947 i 1956 (els anys del govern de Juan Domingo Perón) va contestar que el clima d'aquesta època no afavoria l'expressió.
En 1973, amb el retorn transitori de la democràcia, el president peronista Héctor J. Cámpora va designar a Hugo del Carril i a Mario Soffici per dirigir l'Institut de Cinema que, amb la direcció operativa de Soffici, va desenvolupar una important tasca per a revitalitzar el cinema nacional, destruït per la dictadura de Juan Carlos Onganía i Alejandro Agustín Lanusse. Es va elaborar un projecte de Llei de Cinema que fomentava la producció nacional i apuntava a reconquerir els mercats hispanoparlants, es preveia la producció regionalitzada, la capacitació dels tècnics i estudiants en circuits d'exhibició a Llatinoamèrica.
Es va abolir la censura que s'havia acarnissat amb la producció nacional i estrangera. Durant la seva gestió es va incrementar la producció nacional: 39 pel·lícules en 1973 i 40 en 1974. Es va iniciar la preproducció de pel·lícules com La Patagonia rebelde d'Héctor Olivera, Quebracho de Ricardo Wüllicher, La Raulito de Lautaro Murúa, La tregua de Sergio Renán. Aquest clima de llibertat i creativitat es va acabar en assumir la presidència María Estela Martínez de Perón arran de la mort de Perón. Soffici es va assabentar a través de la premsa que havia deixat de ser director de l'Institut.

## Filmografia

### Director
- Muñeca (1924) (curtmetratge, assaig experimental en 16 mm)
- Noche federal (1932) (curtmetratge en 35 mm)
- El alma del bandoneón (1935)
- La barra mendocina (1935)
- Puerto Nuevo (1936)
- Cadetes de San Martín (1937)
- Viento norte (1937)
- Kilómetro 111 (1938)
- El viejo doctor (1939)
- Prisioneros de la tierra (1939)
- Héroes sin fama (1940)
- Cita en la frontera (1940)
- Yo quiero morir contigo (1941)
- El camino de las llamas (1942)
- Vacaciones en el otro mundo (1942)
- Cuando la primavera se equivoca (1942)
- Tres hombres del río (1943)
- Despertar a la vida (1945)
- La cabalgata del circo (1945)
- Besos perdidos (1945)
- La pródiga (1945)
- Celos (1946)
- El pecado de Julia (1947)
- La gata (1947)
- La Secta del trébol (1948)
- Tierra del Fuego (1948)
- La barca sin pescador (1950)
- El extraño caso del hombre y la bestia (1951)
- La indeseable (1951)
- Pasó en mi barrio (1951)
- Ellos nos hicieron así (1953)
- Una ventana a la vida (1953)
- La dama del mar (1954)
- Mujeres casadas (1954)
- Barrio gris (1954)
- El hombre que debía una muerte (1955)
- El curandero (1955)
- Oro bajo (1956)
- Rosaura a las diez (1958)
- Isla brava (1958)
- Chafalonías (1960)
- Propiedad (1962)

### Guionista
- El alma del bandoneón (1935)
- La barra mendocina (1935)
- Viento Norte (1937)
- Con las alas rotas (1938)
- La cabalgata del circo (1945)
- Una ventana a la vida (1953)
- La dama del mar (1954)
- Barrio gris (1954)
- Oro bajo (1956)
- Rosaura a las diez (1958)
- Isla brava (1958)
- Los acusados (1960)
- Propiedad (1962)

### Actor
- Los muchachos de antes no usaban arsénico (1976) .... Martín
- Un elefante color ilusión (1970)
- Maternidad sin hombres (1968)
- Una excursión a los indios ranqueles (1963)
- Propiedad (1962)
- Esta tierra es mía (1961) .... Anselmi
- Los acusados (1960)
- Rosaura a las 10 (1958)
- Isla brava (1958)
- Oro bajo (1956)
- El curandero (1955)
- Barrio gris (1954) .... don Gervasio
- Una ventana a la vida (1953)
- El extraño caso del hombre y la bestia (1951)
- Tierra del Fuego (1948)
- Calles de Buenos Aires (1934)
- El linyera (1933)
- Muñequitas porteñas (1931) .... Don Antonio